# Piekło (województwo pomorskie)
Piekło (niem. Pieckel) – wieś w Polsce położona w województwie pomorskim, w powiecie sztumskim, w gminie Sztum przy drodze wojewódzkiej nr 605.
W latach 1975–1998 miejscowość administracyjnie należała do województwa elbląskiego.
W sąsiedniej Białej Górze znajduje się śluza rozdzielająca Wisłę i Nogat.

## Historia
Nazwa miejscowości wiąże się najprawdopodobniej z licznymi powodziami występującymi na tym terenie. Inna hipoteza co do pochodzenia nazwy wiąże się z przewożącymi na barkach piasek flisakami, którzy w czasie spławu miejsce to ze względu na trudność przepływu i liczne wiry nazywali piekłem. Pierwsze wzmianki o miejscowości sięgają 1570 roku. Kolejny dokument ukazał się w 1707 roku, który wspominał o istniejącej tu karczmie i określał wielkość wsi. Od 1772 wieś znajdowała się pod administracją zaboru pruskiego, a od 1920 do 1 września 1939 wieś na terytorium Wolnego Miasta Gdańska. Dzięki staraniom miejscowych Polaków 16 lipca 1936 roku rozpoczęto budowę „Domu Polskiego”, w którym miały mieścić się: szkoła, ochronka, mieszkania i kaplica. Uroczyste otwarcie placówki nastąpiło 4 lipca 1937 roku. W latach 1942–1945 niemieckie władze nazistowskie zmieniły nazwę wsi na Nogathaupt. Wiosną 1945 roku miejscowość znalazła się ponownie w Polsce, a w 1964 roku na ścianie szkoły zawieszono tablicę pamiątkową oraz nadano jej imię Jana Hinza, pierwszego dyrektora szkoły, który został zamordowany przez Niemców. Decyzją Rady Miejskiej w Sztumie szkoła została zlikwidowana, a uczniowie od 1 września 2011 r. muszą uczęszczać na zajęcia do oddalonej o 18 km szkoły w Czerninie.

## Atrakcje turystyczne
- Dom Polski, w którym znajduje się była szkoła oraz izba pamięci,
- kościół pod wezwaniem Chrystusa Króla zbudowany w latach 1923–1928, poświęcony 29 czerwca 1928[4].